# Shamokin Dam
Shamokin Dam és una població dels Estats Units a l'estat de Pennsilvània. Segons el cens del 2000 tenia 1.502 habitants.

## Demografia
Segons el cens del 2000, Shamokin Dam tenia 1.502 habitants, 688 habitatges, i 436 famílies. La densitat de població era de 316,9 habitants/km².
Dels 688 habitatges en un 23% hi vivien nens de menys de 18 anys, en un 53,9% hi vivien parelles casades, en un 6,8% dones solteres, i en un 36,5% no eren unitats familiars. En el 33,7% dels habitatges hi vivien persones soles el 21,5% de les quals corresponia a persones de 65 anys o més que vivien soles. El nombre mitjà de persones vivint en cada habitatge era de 2,18 i el nombre mitjà de persones que vivien en cada família era de 2,76.
Per edats la població es repartia de la següent manera: un 19,8% tenia menys de 18 anys, un 4,7% entre 18 i 24, un 24,6% entre 25 i 44, un 22,2% de 45 a 60 i un 28,7% 65 anys o més.
L'edat mediana era de 46 anys. Per cada 100 dones de 18 o més anys hi havia 81,1 homes.
La renda mediana per habitatge era de 34.514$ i la renda mediana per família de 45.461$. Els homes tenien una renda mediana de 31.711$ mentre que les dones 21.917$. La renda per capita de la població era de 19.923$. Entorn del 3,9% de les famílies i el 8,4% de la població estaven per davall del llindar de pobresa.

## Poblacions més properes
El següent diagrama mostra les poblacions més properes.